# Billboard Music Awards de 2018
O Billboard Music Awards de 2018 foi uma cerimônia de premiação musical realizada no MGM Grand Garden Arena, em Las Vegas, Estados Unidos, em 20 de maio de 2018. Esta foi  a primeira edição da cerimônia a ser transmitida pela rede NBC. A lista de indicados foi anunciada em 17 de abril. A premiação foi apresentada pela cantora estadunidense Kelly Clarkson.

## Performances
| Artista                                                     | Canção | Apresentado por                 |
| ----------------------------------------------------------- | --- | ------------------------------- |
| Ariana Grande                                               | "No Tears Left to Cry" | —                               |
| Kelly Clarkson                                              | Medley: "My Church" Too Good at Goodbyes" Humble" Thunder" Young Dumb & Broke" Finesse" Shape of You" There's Nothing Holdin' Me Back" Look What You Made Me Do" | —                               |
| Dua Lipa                                                    | "New Rules" | French Montana Hailey Baldwin   |
| Shawn Mendes                                                | "In My Blood" | Julia Michaels Grace VanderWaal |
| Khalid Normani Kordei                                       | "Love Lies" | Bebe Rexha                      |
| John Legend                                                 | "A Good Night" | —                               |
| Christina Aguilera Demi Lovato                              | "Fall in Line" | Kelly Clarkson                  |
| Ed Sheeran[a]                                               | "Galway Girl" | Ashlee Simpson Ross Evan Ross   |
| Jennifer Lopez Ne-Yo Derek Hough                            | "Dinero" | Jenna Dewan                     |
| Shawn Mendes Khalid Coro da Escola Marjory Stoneman Douglas | "Youth" | Bebe Rexha                      |
| Zedd Maren Morris Grey                                      | "The Middle" | Kelly Clarkson                  |
| Janet Jackson                                               | "Nasty" "If" "Throb" | Bruno Mars                      |
| Macklemore Kesha                                            | "Good Old Days" | Kelly Clarkson                  |
| Kelly Clarkson                                              | "Whole Lotta Woman" | —                               |
| Camila Cabello Pharrell                                     | "Sangria Wine" & "Havana" | Simon Cowell                    |
| BTS                                                         | "Fake Love" | Kelly Clarkson                  |
| Salt-N-Pepa En Vogue Kelly Clarkson                         | "Shoop" "Let's Talk About Sex" "Push It" "Whatta Man" | Tyra Banks                      |

Notas
- ↑[a]  Transmitido ao vivo do Phoenix Park, em Dublin, na Irlanda.

## Vencedores e indicados
Os vencedores estão listados em negrito.
| Melhor Artista (apresentado por Tyra Banks) | Artista Revelação (apresentado por Rebel Wilson) |
| --- | --- |
| - Ed Sheeran - Drake - Kendrick Lamar - Bruno Mars - Taylor Swift | - Khalid - 21 Savage - Camila Cabello - Cardi B - Kodak Black |
| Melhor Cantor | Melhor Cantora (apresentado por Chloe Kim e Desiree Linden) |
| - Ed Sheeran - Drake - Kendrick Lamar - Bruno Mars - Post Malone | - Taylor Swift - Camila Cabello - Cardi B - Halsey - Demi Lovato |
| Melhor Dupla/Grupo | Melhor Artista da Billboard 200 |
| - Imagine Dragons - The Chainsmokers - Coldplay - Migos - U2 | - Drake - Kendrick Lamar - Ed Sheeran - Chris Stapleton - Taylor Swift |
| Melhor Álbum da Billboard 200 | Melhor Artista da Hot 100 |
| - DAMN. – Kendrick Lamar - More Life – Drake - Stoney – Post Malone - ÷ – Ed Sheeran - reputation – Taylor Swift | - Ed Sheeran - Imagine Dragons - Kendrick Lamar - Bruno Mars - Post Malone |
| Melhor Canção da Hot 100 (apresentado por The Chainsmokers e Halsey) | Artista com Mais Canções Vendidas |
| - "Despacito" – Luis Fonsi e Daddy Yankee com part. de Justin Bieber - "Humble." – Kendrick Lamar - "That's What I Like" – Bruno Mars - "Rockstar" – Post Malone com part. de 21 Savage - "Shape of You" – Ed Sheeran                                     | - Ed Sheeran - Imagine Dragons - Kendrick Lamar - Bruno Mars - Post Malone |
| Álbum Mais Vendido (apresentado por Mila Kunis) | Canção Mais Vendida |
| - reputation – Taylor Swift - DAMN. – Kendrick Lamar - Beautiful Trauma – Pink - ÷ – Ed Sheeran - From A Room: Volume 1 – Chris Stapleton | - "Despacito" – Luis Fonsi e Daddy Yankee com part. de Justin Bieber - "Body Like a Back Road" – Sam Hunt - "Believer" – Imagine Dragons - "Thunder" – Imagine Dragons - "Perfect" – Ed Sheeran                                                                                                |
| Melhor Artista das Rádios | Melhor Canção das Rádios |
| - Ed Sheeran - Halsey - Imagine Dragons - Bruno Mars - Charlie Puth | - "Shape of You" – Ed Sheeran - "Something Just like This" - The Chainsmokers e Coldplay - "Believer" – Imagine Dragons - "That's What I Like" – Bruno Mars - "Attention" – Charlie Puth |
| Melhor Artista de Streaming | Melhor Canção de Streaming (Áudio) |
| - Kendrick Lamar - Cardi B - Drake - Post Malone - Ed Sheeran | - "Humble." – Kendrick Lamar - "Despacito" – Luis Fonsi e Daddy Yankee com part. de Justin Bieber - "XO Tour Llif3" – Lil Uzi Vert - "Rockstar" – Post Malone com part. de 21 Savage - "Congratulations" – Post Malone om part. de Quavo                                                       |
| Melhor Canção de Streaming (Vídeo) | Melhor Colaboração |
| - "Despacito" – Luis Fonsi e Daddy Yankee com part. de Justin Bieber - "Bodak Yellow (Money Moves)" – Cardi B - "Gucci Gang" – Lil Pump - "That's What I Like" – Bruno Mars - "Shape of You" – Ed Sheeran                                                 | - Luis Fonsi e Daddy Yankee com part. de Justin Bieber – "Despacito" - Camila Cabello com part. de Young Thug – "Havana" - The Chainsmokers e Coldplay – "Something Just like This" - French Montana com part. de Swae Lee – "Unforgettable" - Post Malone com part. de 21 Savage – "Rockstar" |
| Melhor Artista em Turnê | Melhor Artista de R&B |
| - U2 - Coldplay - Guns N' Roses - Bruno Mars - Ed Sheeran | - Bruno Mars - Chris Brown - Khalid - SZA - The Weeknd |
| Melhor Cantor de R&B | Melhor Cantora de R&B |
| - Bruno Mars - Khalid - The Weeknd | - SZA - Beyoncé - Rihanna |
| Melhor Álbum de R&B | Melhor Canção de R&B |
| - '24K Magic – Bruno Mars - American Teen – Khalid - CTRL – SZA - Starboy – The Weeknd - 17 – XXXTentacion | - "That's What I Like" – Bruno Mars - "Redbone" – Childish Gambino - "Wild Thoughts" – DJ Khaled com part. de Rihanna e Bryson Tiller - "Young, Dumb & Broke" – Khalid - "Finesse" – Bruno Mars com part. de Cardi B                                                                           |
| Melhor Turnê de R&B | Melhor Artista de Rap |
| - Bruno Mars - Lionel Richie - The Weeknd | - Kendrick Lamar - Drake - Lil Uzi Vert - Migos - Post Malone |
| Melhor Cantor de Rap | Melhor Cantora de Rap |
| - Kendrick Lamar - Drake - Post Malone | - Cardi B - Bhad Bhabie - Nicki Minaj |
| Melhor Álbum de Rap | Melhor Canção de Rap (apresentado por T.I.) |
| - DAMN. – Kendrick Lamar - More Life – Drake - Luv Is Rage 2 – Lil Uzi Vert - Stoney – Post Malone - C U L T U R E – Migos | - "Rockstar" - Post Malone com part. de 21 Savage - "Bodak Yellow (Money Moves)" – Cardi B - "I'm the One" – DJ Khaled, Justin Bieber, Quavo, Chance the Rapper e Lil Wayne - "Unforgettable" - French Montana com part. de Swae Lee - "Humble." – Kendrick Lamar                              |
| Melhor Turnê de Rap | Melhor Artista de Country |
| - Jay-Z - J. Cole - Kendrick Lamar | - Chris Stapleton - Kane Brown - Luke Combs - Sam Hunt - Thomas Rhett |
| Melhor Cantor de Country | Melhor Cantora de Country |
| - Chris Stapleton - Sam Hunt - Thomas Rhett | - Maren Morris - Kelsea Ballerini - Miranda Lambert |
| Melhor Dupla/Grupo de Country | Melhor Álbum de Country |
| - Florida Georgia Line - Old Dominion - Zac Brown Band | - From A Room: Volume 1 – Chris Stapleton - Kane Brown – Kane Brown - This One's for You – Luke Combs - Life Changes – Thomas Rhett - Brett Young – Brett Young |
| Melhor Canção de Country (apresentado por Darren Criss e Alison Brie) | Melhor Turnê de Country |
| - "Body Like a Back Road" – Sam Hunt - "What Ifs" – Kane Brown com part. de Lauren Alaina - "Small Town Boy" – Dustin Lynch - "Meant to Be" – Bebe Rexha com part. de Florida Georgia Line - "In Case You Didn't Know" – Brett Young                      | - Luke Bryan - Florida Georgia Line - Tim McGraw e Faith Hill |
| Melhor Artista de Rock | Melhor Álbum de Rock |
| - Imagine Dragons - Linkin Park - Portugal. The Man - Tom Petty & The Heartbreakers - Twenty One Pilots | - Evolve – Imagine Dragons - One More Light – Linkin Park - Death of a Bachelor – Panic! at the Disco - Woodstock – Portugal. The Man - Songs of Experience – U2 |
| Melhor Canção de Rock | Melhor Turnê de Rock |
| - "Believer" – Imagine Dragons - "Thunder" – Imagine Dragons - "Heavy" – Linkin Park com part. de Kiiara - "Feel It Still" – Portugal. The Man - "Wish I Knew You" – The Revivalists                                                                      | - U2 - Coldplay - Guns N' Roses |
| Melhor Artista Latino | Melhor Álbum Latino |
| - Ozuna - J Balvin - Daddy Yankee - Luis Fonsi - Romeo Santos | - Odisea – Ozuna - Fenix – Nicky Jam - Me Dejé Llevar – Christian Nodal - Golden – Romeo Santos - El Dorado – Shakira |
| Melhor Canção Latina | Melhor Artista de Dance/Eletrônica (apresentado por Nick Jonas e Mustard) |
| - "Despacito" – Luis Fonsi e Daddy Yankee com part. de Justin Bieber - "Mi gente" – J Balvin e Willy William com part. de Beyoncé - "Mayores" – Becky G com part. de Bad Bunny - "Felices los 4" – Maluma - "Escápate Conmigo" – Wisin com part. de Ozuna | - The Chainsmokers - Calvin Harris - Kygo - Marshmello - ODESZA |
| Melhor Álbum de Dance/Eletrônica | Melhor Canção de Dance/Eletrônica |
| - Memories...Do Not Open – The Chainsmokers - AVĪCI (01) – Avicii (Póstumo) - Funk Wav Bounces Vol. 1 – Calvin Harris - Stargazing – Kygo - A Moment Apart – ODESZA                                                                                       | - "Something Just like This" – The Chainsmokers com part. de Coldplay - "No Promises" – Cheat Codes com part. de Demi Lovato - "Rockabye" – Clean Bandit com part. de Sean Paul e Anne-Marie - "It Ain't Me" – Kygo e Selena Gomez - "Stay" – Zedd e Alessia Cara                              |
| Melhor Artista Cristão | Melhor Álbum Cristão |
| - MercyMe - Elevation Worship - Hillsong UNITED - Hillsong Worship - Zach Williams | - Precious Memories Collection - Alan Jackson - There Is a Cloud - Elevation Worship - Wonder - Hillsong UNITED - Let There Be Light - Hillsong Worship - Lifer - MercyMe |
| Melhor Canção Cristã | Melhor Artista Gospel |
| - "What a Beautiful Name" - Hillsong Worship - "O Come to the Altar" - Elevation Worship - "I'll Find You" - Lecrae com part. de Tori Kelly - "Even If" - MercyMe - "Old Church Choir" - Zach Williams                                                    | - Tasha Cobbs Leonard - Anthony Brown & group therAPy - Travis Greene - J.J. Hairston & Youthful Praise - Tamela Mann |
| Melhor Álbum Gospel | Melhor Canção Gospel |
| - Heart. Passion. Pursuit. - Tasha Cobbs Leonard - A Long Way From Sunday - Anthony Brown & group therAPy - Crossover: Live from Music City - Travis Greene - You Deserve It - J.J. Hairston & Youthful Praise - Close - Marvin Sapp                      | - "You Deserve It" - J.J. Hairston & Youthful Praise - "Trust In You" - Anthony Brown & group therAPy - "You Waited" - Travis Greene - "Change Me" - Tamela Mann - "I'm Blessed" - Charlie Wilson                                                                                              |
| Melhor Trilha Sonora | Desempenho na Parada Billboard (votado pelos fãs) (apresentado por Andy Cohen e Padma Lakshmi) |
| - Moana - Black Panther: The Album - The Fate of the Furious: The Album - The Greatest Showman - Guardians of the Galaxy Vol. 2: Awesome Mix Vol. 2 | - Camila Cabello - Cardi B - Drake - Sam Hunt - Ed Sheeran |
| Melhor Artista Social (votado pelos fãs) (apresentado por Chrissy Metz e Justin Hartley) | Prêmio Icon (apresentado por Bruno Mars) |
| - BTS - Justin Bieber - Ariana Grande - Demi Lovato - Shawn Mendes | Janet Jackson |

### Múltiplas vitórias e indicações
| 15 | Kendrick Lamar                  |
| 15 | Bruno Mars                      |
| 15 | Ed Sheeran                      |
| 13 | Post Malone                     |
| 11 | Imagine Dragons                 |
| 9  | Drake                           |
| 8  | Cardi B                         |
| 8  | Justin Bieber                   |
| 7  | Luis Fonsi                      |
| 7  | Daddy Yankee                    |
| 6  | The Chainsmokers                |
| 5  | 21 Savage                       |
| 5  | Coldplay                        |
| 5  | Sam Hunt                        |
| 5  | Chris Stapleton                 |
| 5  | Taylor Swift                    |
| 4  | Camila Cabello                  |
| 4  | Khalid                          |
| 4  | U2                              |
| 4  | The Weeknd                      |
| 3  | Anthony Brown & group therAPy   |
| 3  | Kane Brown                      |
| 3  | Elevation Worship               |
| 3  | Florida Georgia Line            |
| 3  | Travis Greene                   |
| 3  | J.J. Hairston & Youthful Praise |
| 3  | Hillsong Worship                |
| 3  | Kygo                            |
| 3  | Lil Uzi Vert                    |
| 3  | Linkin Park                     |
| 3  | Demi Lovato                     |
| 3  | MercyMe                         |
| 3  | Migos                           |
| 3  | Ozuna                           |
| 3  | Portugal. The Man               |
| 3  | Thomas Rhett                    |
| 3  | SZA                             |
| 2  | Beyoncé                         |
| 2  | Tasha Cobbs                     |
| 2  | Luke Combs                      |
| 2  | French Montana                  |
| 2  | Guns N' Roses                   |
| 2  | Halsey                          |
| 2  | Calvin Harris                   |
| 2  | Hillsong UNITED                 |
| 2  | Tamela Mann                     |
| 2  | ODESZA                          |
| 2  | Charlie Puth                    |
| 2  | Quavo                           |
| 2  | Rihanna                         |
| 2  | Romeo Santos                    |
| 2  | Swae Lee                        |
| 2  | Zach Williams                   |

| Prêmios | Artista             |
| ------- | ------------------- |
| 6       | Kendrick Lamar      |
| 6       | Ed Sheeran          |
| 5       | Justin Bieber       |
| 5       | Luis Fonsi          |
| 5       | Bruno Mars          |
| 5       | Daddy Yankee        |
| 4       | Imagine Dragons     |
| 3       | The Chainsmokers    |
| 3       | Chris Stapleton     |
| 2       | Tasha Cobbs Leonard |
| 2       | Ozuna               |
| 2       | Taylor Swift        |
| 2       | U2                  |